# وولتورنی، کلوژ
وولتورنی (به لاتین: Vultureni) یک منطقهٔ مسکونی در رومانی است که در شهرستان کلوژ واقع شده‌است.
وولتورنی ۱٬۵۷۳ نفر جمعیت دارد.